# Strange New World
Strange New World is de derde aflevering van de serie Star Trek: Enterprise van 97 in totaal.
Dit is een enkele aflevering, en niet te verwarren met de serie "Strange New Worlds" die in 2022 is gestart.

## Verloop van de aflevering in hoofdlijnen
De bemanning van de USS Enterprise (NX-01) bezoekt een planeet zonder intelligent leven, maar met een diversiteit aan begroeiing. Een onderzoeksteam doet onderzoek en blijft gedeeltelijk overnachten op de planeet. Die nacht breekt een hevige storm uit en ze zoeken beschutting in een grot. Al snel blijkt dat de overlevenden, met uitzondering van T'Pol, beginnen te hallucineren. In het begin lijkt dit vrij onschuldig, maar het wordt gevaarlijk zodra overste Trip Tucker denkt dat T'Pol betrokken is in een complot.
Uiteindelijk is het mogelijk de bemanning te redden zonder dat Trip Tucker zijn collega neerschiet.

## Achtergrondinformatie
- In deze aflevering wordt voor het eerst vermeld waar de naam voor bewoonbare planeten, "klasse M", vandaan komt. Het is de Vulcaanse classificatie "Minshara Class/Minshara Klasse"
- Volgens Mike Sussman stond in het originele script dat bemanningslid Novakovich dood zou gaan in deze aflevering. Echter was Scott Bakula het daar niet mee eens, omdat er geen rekening gehouden zou worden met de gevolgen van dat verlies.

## Acteurs

### Hoofdrollen
- Scott Bakula als kapitein Jonathan Archer
- John Billingsley als dokter Phlox
- Jolene Blalock als overste T'Pol
- Dominic Keating als luitenant Malcolm Reed
- Anthony Montgomery als vaandrig Travis Mayweather
- Linda Park als vaandrig Hoshi Sato
- Connor Trinneer als overste Charles "Trip" Tucker III

### Gastacteurs
- Kellie Waymire als bemanningslid Elizabeth Cutler
- Henri Lubatti als bemanningslid Ethan Novakovich

### Bijrollen
- Rey Gallegos als een bemanningslid van de USS Enterprise

#### Bijrollen die niet in de aftiteling vermeld zijn
- Jef Ayres als bemanningslid Haynem
- Sandro DiPinto als een bemanningslid van de USS Enterprise
- Evan English als Vaandrig Tanner
- Jack Guzman als een bemanningslid van de USS Enterprise
- Marlene Mogavero als een bemanningslid van de USS Enterprise
- Prada en Breezy als Porthos, de hond van de kapitein
- Gary Weeks als een bemanningslid van de USS Enterprise